# Petricani (gmina)
Petricani – gmina w Rumunii, w okręgu Neamț. Obejmuje miejscowości Boiștea, Petricani, Târpești i Țolici. W 2011 roku liczyła 5286 mieszkańców.